# جوناثان ستيوارت (لاعب اتحاد الرغبي)
جوناثان ستيوارت (بالإنجليزية: Jonathan Stuart)‏ هو لاعب اتحاد الرغبي بريطاني، ولد في 19 ديسمبر 1975 في بيرنلي في المملكة المتحدة.

## وصلات خارجية
- جوناثان ستيوارت على موقع ItsRugby.co.uk (الإنجليزية)